# Margrethe Christiansen
Margrethe Sofie Charlotte Christiansen (født 20. august 1895, død 1. maj 1971) var en dansk højskolelærer.
Margrethe Christiansen voksede op i Askov, og fulgte i slægtens spor at gå i højskolens tjeneste. Hun var på studieophold i Sverige, Tyskland og København hvor hun i 1918 tog faglærereksamen i tysk og dansk. Fra 1920 var hun lærer på Askov Højskole sammen med sin mand. Hun fornyede undervisningen i håndarbejde og tog del i oprettelsen af organisationen Højskolernes håndarbejde i 1932. I 1934 overtog hun sammen med sin mand ledelsen af Frederiksborg Højskole hvor hun stod for administration men hun underviste også. Efter hendes mands død fortsatte hun med at undervise, fra 1952 til 1957 på Bordings Friskole, senere på Snoghøj Højskole. I 1967 udkom hendes biografi om hendes mor Ingeborg Appel og Askov og i 1970 udkom biografien om hendes far Jacob Appel, en mand og hans arv. Margrethe Christiansen blev i 1961 udnævnt til ridder af Dannebrogordenen.